# تشارلز لويس أوين
تشارلز لويس أوين هو سياسي كندي، ولد في 15 يوليو 1852، وتوفي في 20 سبتمبر 1926. انتخب عضو مجلس العموم الكندي.